# The Lost Castle in Darkmist
The Lost Castle in Darkmist, presentato anche come Darkmist su cabinati e volantini, è un videogioco arcade picchiaduro a scorrimento pubblicato nel 1987 dalla Taito su licenza della Seibu Kaihatsu. Il protagonista è un samurai che affronta creature fantastiche usando la spada e la magia.

## Modalità di gioco
Si controlla uno spadaccino orientale con armatura dorata attraverso paesaggi desolati con vista dall'alto e scorrimento verticale continuo. Il personaggio può muoversi in tutte le direzioni, ma lo spostamento verso l'alto della scena è comunque obbligato e costante.
Si combattono diversi tipi di nemici, iniziando ad esempio con maghi incappucciati e mostri di fango. Questi ultimi, quando colpiti, si dividono in mostri più piccoli anch'essi da sconfiggere; inoltre a volte sparano fango e anche così possono formare altri mostri piccoli.
Si può attaccare in tutte le direzioni a corto raggio con la spada, o a lungo raggio sparando meno potenti proiettili magici. Se sono stati precedentemente ottenuti i relativi oggetti magici, si possono lanciare singole magie più potenti, consumando gli oggetti nell'ordine senza poter scegliere quale. Le magie hanno effetti come sparare istantaneamente molte palle di fuoco o generare temporaneamente aure di attacco/difesa intorno al personaggio.
Si dispone di una barra di energia vitale che si consuma gradualmente quando si subiscono attacchi.
I nemici uccisi lasciano piccoli forzieri, che devono essere colpiti per aprirli e rivelare oggetti utili da raccogliere, prima che escano dallo schermo visto che lo scorrimento non aspetta. In questo modo si possono ottenere gli oggetti magici, vari power-up, potenziamenti della spada, tesori di valore economico, e anche qualche malus. L'inventario degli oggetti trasportati è mostrato in basso.
Avanzando nel gioco si raggiungono zone all'interno di edifici, con pareti a labirinto, dove lo scorrimento diventa multidirezionale e non più obbligato, ma dipendente solo dai movimenti del giocatore. Ci sono porte a senso unico e teletrasporti per passare tra varie sezioni dell'edificio.
Si arriva anche a scontri con boss e miniboss dove lo scorrimento si ferma del tutto.
Quando si raggiungono i villaggi pacifici si può andare nei negozi, dove i tesori raccolti si possono scambiare con i vari power-up o con bonus di punteggio. Le chiese permettono di ricaricare l'energia gratis.
Ci sono in tutto 7 livelli.

## Accoglienza
All'epoca la rivista Zzap! trovò che Darkmist, sebbene fosse una corretta evoluzione rispetto a giochi come Commando, non era riuscito molto bene, risultando di breve interesse, lento e con un senso di già visto.
Anche in retrospettiva, Retro Gamer giudicò il level design scialbo e descrisse Darkmist come un dimenticabile tentativo di mescolare picchiaduro a scorrimento e videogioco di ruolo.